# Vuelo 3601 de Spair Airlines
El vuelo 3601 de Spair Airlines (PAR-3601) fue un vuelo de carga entre Ekaterimburgo, Rusia, y el Aeropuerto Internacional de Malta, Malta. El 19 de agosto de 1996 el avión se estrelló en un campo de maíz, a 1.500 metros (4.921 pies) al noreste de la pista del Aeropuerto de Belgrado Nikola Tesla en Yugoslavia.

## Aeronave
El avión, un Ilyushin Il-76T con registro RA-76513, tenía en el momento del accidente doce años de antigüedad.

## Cronología del vuelo
El vuelo 3601 despegó de Ekaterinemburgo el 18 de agosto de 1996. El Il-76T aterrizó en el aeropuerto de Belgrado Nikola Tesla para efectuar el repostaje y una revisión rutinaria.
El vuelo 3601 tenía previsto el despegue a las 23:00, pero cuando los motores fueron arrancados, todos los sistemas eléctricos fallaron. El problema eléctrico fue solucionado y el avión despegó a las 00:10 del 19 de agosto de 1996 para dirigirse a Malta. Aunque el problema de electricidad había sido solventado, la tripulación continuaba teniendo incorrectamente configurados sus sistemas eléctricos, provocando que todos los sistemas estuviesen recibiendo el suministro eléctrico exclusivamente de las baterías de la aeronave. Unos quince minutos después del despegue, cuando el vuelo 3601 llegaba a Valjevo, Yugoslavia, las baterías comenzaron a agotarse. El piloto Vladimir Starikov contactó con el control de tránsito aéreo de Belgrado y dijo que el avión estaba teniendo de nuevo problemas con el sistema eléctrico; siendo esta la última vez que el vuelo 3601 contactó con el control aéreo. La tripulación realizó varios intentos de aterrizaje de emergencia en Belgrado, sin éxito debido a la oscuridad y las duras condiciones meteorológicas. Durante uno de estos intentos el avión se estrelló, matando las 8 tripulantes y tres pasajeros que viajaban a bordo.
El vuelo 3601 regresó a Belgrado apenas una hora después del despegue. Varios residentes de Belgrado vieron al avión sobrevolando la ciudad y observaron que no llevaba ninguna luz activada a bordo. La climatología en Belgrado fue muy mala aquella noche con nubes densas. Ya que no contaban con electricidad a bordo, la única forma de encontrar la pista fue la visión de los pilotos.
A la 01:30, el vuelo 3601 sobrevoló el centro de Belgrado a muy baja altitud; incluso habiendo testigos que afirmaron ver al avión volando muy bajo sobre Nuevo Belgrado. A las 03:14, la tripulación de vuelo intentó aterrizar, efectuando primero un viraje de 180 grados para posteriormente dirigirse a la pista 12 en rumbo de 121 grados.
El avión se topó con un campo de maíz en su intento de aterrizaje de emergencia en el Aeropuerto internacional Surcin, explotando y matando a la once rusos que fueron a bordo. Según el The New York Times, el avión estaba transportando de manera ilegal armas para Libia.